# Грейт-Понд (Мен)
Грейт-Понд (англ. Great Pond) — місто (англ. town) в США, в окрузі Генкок штату Мен. Населення — 61 особа (2020).

## Демографія
Згідно з переписом 2010 року, у місті мешкало 58 осіб у 26 домогосподарствах у складі 17 родин. Було 85 помешкань
Расовий склад населення:
| - 96,6 % — білих - 1,7 % — корінних американців |

До двох чи більше рас належало 1,7 %. Частка іспаномовних становила 6,9 % від усіх жителів.
За віковим діапазоном населення розподілялося таким чином: 13,8 % — особи молодші 18 років, 69,0 % — особи у віці 18—64 років, 17,2 % — особи у віці 65 років та старші. Медіана віку мешканця становила 50,3 року. На 100 осіб жіночої статі у місті припадало 114,8 чоловіків;  на 100 жінок у віці від 18 років та старших — 108,3 чоловіків також старших 18 років.
Середній дохід на одне домашнє господарство  становив 38 597 доларів США (медіана — 30 156), а середній дохід на одну сім'ю — 34 259 доларів (медіана — 29 792). За межею бідності перебувало 15,4 % осіб, у тому числі 0,0 % дітей у віці до 18 років та 0,0 % осіб у віці 65 років та старших.
Цивільне працевлаштоване населення становило 29 осіб. Основні галузі зайнятості: транспорт — 31,0 %, освіта, охорона здоров'я та соціальна допомога — 27,6 %, будівництво — 27,6 %.